# 單人滑
單人滑於奧運上分為男子項目以及女子項目，評分上沒有重大分別，都是以運動員的動作難度、種類、乾淨利落程度、優美度以及速度方面評分。而比賽分為短曲項目和長曲項目，與雙人滑一樣，都是按於首天短曲項目，次天為長曲項目。
在單人滑中的短曲表演中，不論是男子或女子運動員，都必須於160秒（2分40秒±10秒）的限定時間中完成一套由跳躍、旋轉、組合跳躍、組合旋轉等8個動作與連續步編排而成的節目，得分約占運動員總得分的三分之一。
而在長曲方面，女子運動員要在4分鐘內完成，而男子運動員要在4分30秒完成一套編排均衡，由跳躍、旋轉、步法及各種姿態的滑行動作組成的節目，得分約佔運動員總得分其余三分之二。

## 各項目節目構成要素

### 男子單人

#### 短曲
時間: 2分40秒±10秒
- 一個二週或三週半跳
- 一個包含步法的三週跳躍
- 一個3+2以上的組合跳躍
- 一個跳接旋轉（英语：figure skating spin）
- 一個包含一次換腳的燕式旋轉（英语：camel spin）或蹲轉（英语：sit spin）
- 一個包含一次換腳的組合旋轉
- 兩套不同的步法（直線型、圓形或蛇蚊型），2010-2011賽季起改為一套步法

#### 長曲
時間: 4分±10秒
- 7個跳躍（包含三個組合跳）
- 3個旋轉(包括一個組合旋轉、一個單一姿勢的旋轉、一個跳接旋轉)
- 兩組步法(包括一套編舞的步法和一套環繞全場的步法)

### 女子單人

#### 短曲
時間: 2分40秒±10秒
- 一個二週或三週半跳
- 一個包含步法的三週跳躍
- 一個3+2以上的組合跳躍
- 一個跳接旋轉（英语：figure skating spin）
- 一個弓身旋轉（英语：layback spin）
- 一個包含一次換腳的組合旋轉
- 一套步法(直線型、圓形或蛇紋型)
- 一套螺旋（英语：spiral (figure skating)）步法（2010-2011賽季起，螺旋步法不再是必要的節目構成）

#### 長曲
時間: 4分±10秒
- 7個跳躍
- 3個旋轉(包括一個組合旋轉、一個單一姿勢的旋轉、一個跳接旋轉)
- 兩組步法(包括一套編舞的步法和一套環繞全場的步法)

## 評分
国际滑联认可的花样滑冰比赛均采用国际滑冰联盟裁判系统

## 服裝、音樂、滑冰鞋
滑冰运动员经常向他们的教练和编舞咨询来选择音乐。选手们也会根据不同的心情和节奏来搜索音乐。 原先的比赛规则规定，对于正式比赛项目，音乐可以包含人声，但不能包含有歌词，只可以有诸如“啊”一类的无意义伴唱或咏叹。在2011年世锦赛上，法国男子单人滑选手Florent Amodio的自由滑选择了带有歌词的音乐，但是并没有足够数量的裁判支持罚分。 2012年7月，国际滑联经过投票允许正式比赛项目中的音乐包含带有歌词的人声，并从2014-15赛季起开始使用该新规则。
单人滑选手所使用的冰鞋与冰舞选手所使用的冰鞋相比，在冰刀前端拥有更大的一组“刀齿”，刀齿主用用于跳跃和步伐中，而不应用于滑行和旋转。此外，冰刀内侧称为“内刃”，外侧称为“外刃”，运动员在滑行和跳跃时，必须要用刃清晰，即清楚得表明使用内刃还是外刃，不应同时使用内外两刃。高水平运动员表现出毫不费力的滑行，其根本原因在于有效利用冰刀的边缘来产生速度。
滑冰运动员可以自己设计服装，或请专业设计师进行设计。如今服装已成为选手节目的重要组成部分，色彩选择、搭配和设计与音乐特点和舞蹈风格息息相关，从而大大提高了选手的表演效果。